# Harzgerode
Harzgerode ist eine Stadt im Landkreis Harz im Land Sachsen-Anhalt. Gemeinsam mit den Ortsteilen Alexisbad, Mägdesprung und Silberhütte wurde Harzgerode im Dezember 1998 ein staatlich anerkannter Erholungsort.

## Geographie

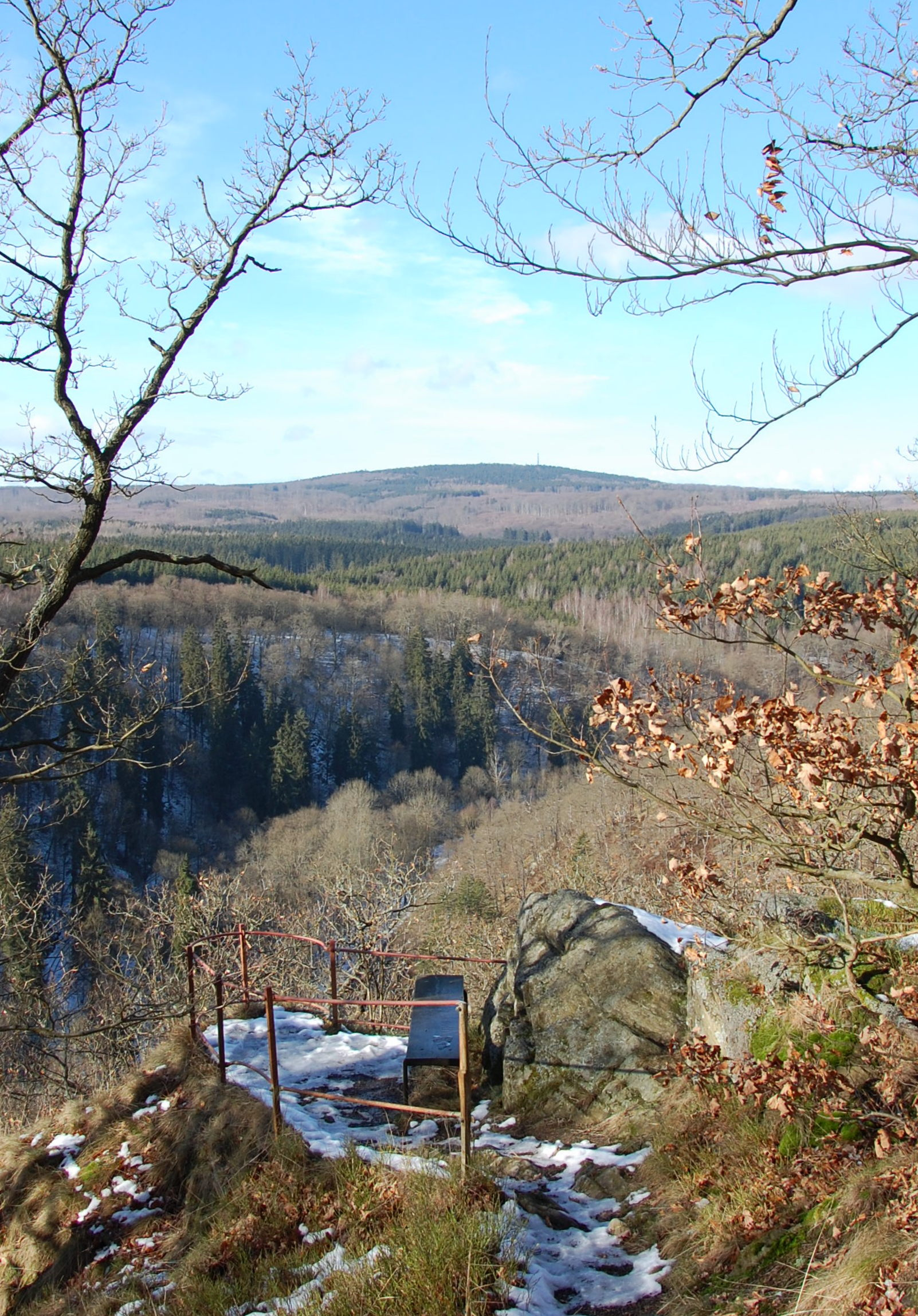
Fichtenplantagen und Naturwald im Selketal und angrenzenden Höhen in Harzgerode

Harzgerode liegt im sachsen-anhaltischen Teil des Mittelgebirges Harz. Es befindet sich dabei im sog. Unterharz, der morphologisch aus meist bewaldeten Hochflächen auf Höhen zwischen ca. 250 und ca. 500 m NHN besteht, die durch das Tal der Selke und der zuführenden Seitentäler zergliedert werden. Die Selke entspringt westlich der Gemeindegrenze Harzgerodes und durchfließt es in ostnordöstlicher Richtung. An den Talhängen befinden sich zahlreiche Felsen aus Tonschiefern, Grauwacken, Kalksteinen und Diabasen. Harzgerode ist namensgebend für die regionalgeologische Einheit der Harzgeröder Zone.
Das Gemeindegebiet wird erschlossen durch die Bundesstraßen 242 und 185, von denen kleinere Gebirgsstraßen in die Ortsteile Harzgerodes abzweigen. Durch das Selketal führt außerdem eine Schmalspureisenbahn (Selketalbahn), die hauptsächlich touristische Bedeutung hat.

### Gemeindegliederung

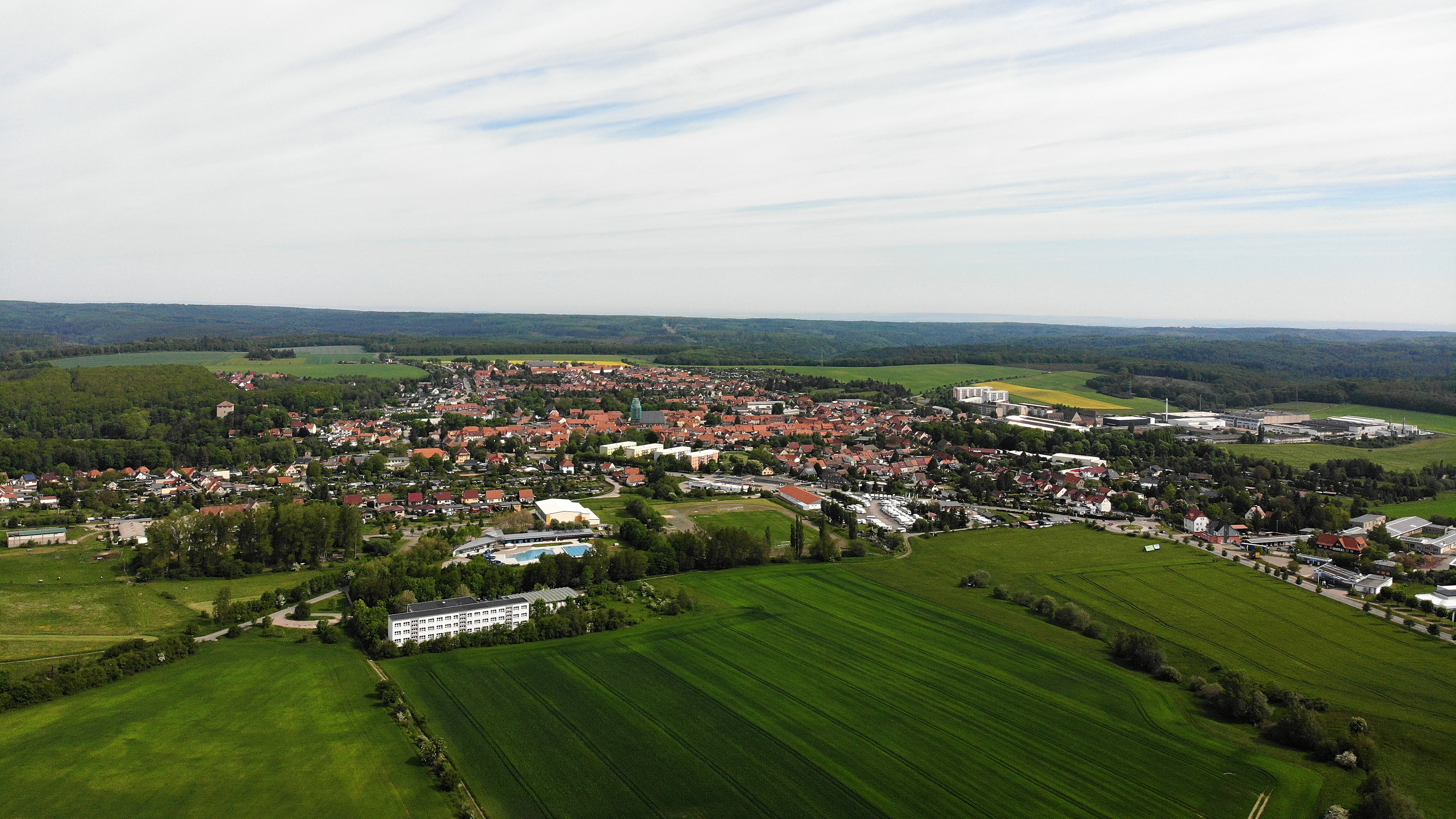
Harzgerode, Luftaufnahme (2021)

Harzgerode besteht aus der auf einer Hochfläche östlich der Selke liegenden Kernstadt Harzgerode und weiteren eingemeindeten Gebirgsdörfern. Die Kernstadt ist dabei der größte Ortsteil.
| - Alexisbad - Hänichen - Klostermühle - Schneidemühle - Dankerode - Stadt Güntersberge - Bärenrode - Friedrichshöhe - Bungalowsiedlung Markscheide - Harzgerode - Heilstätte Harzgerode - Königerode | - Mägdesprung - Drahtzug - Stahlhammer - Erster Hammer / I. Friedrichshammer - Zweiter Hammer / II. Friedrichshammer - Dritter Hammer / III. Friedrichshammer - Vierter Hammer / IV. Friedrichshammer - Scheerenstieg - Schibeck - Schneidemühle - Meiseberg - Selkemühle | - Neudorf - Ferienpark Birnbaumteich - Bungalowsiedlung am Harzgeröder Fußweg - Bungalowsiedlung Wolfsberg - Fürst Viktor - Wegehaus - Schielo - Klinik - Silberhütte - Siptenfelde - Straßberg - Alte Fluor - Lindenberg |

### Klima

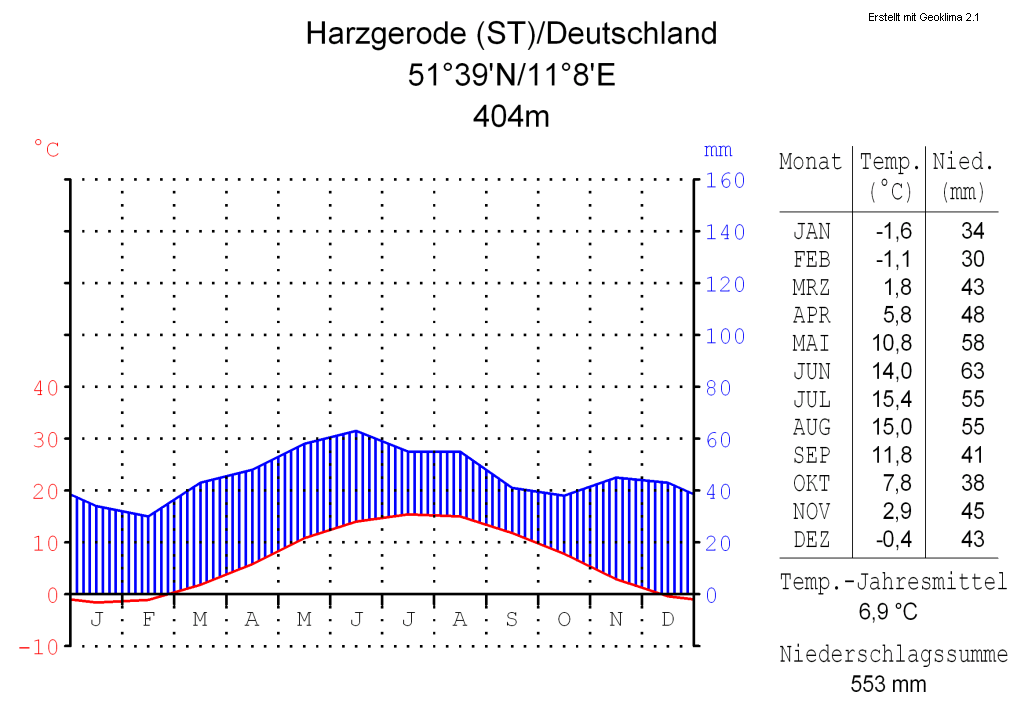
Klimadiagramm von Harzgerode

Die durchschnittliche Lufttemperatur in Harzgerode beträgt 6,9 °C.
Der Jahresniederschlag beträgt 553 mm. Der Niederschlag liegt im unteren Drittel der Messstellen des Deutschen Wetterdienstes. Nur 22 % zeigen niedrigere Werte an. Der trockenste Monat ist der Oktober; am meisten regnet es im Juni. Im niederschlagreichsten Monat fällt ca. 1,6-mal mehr Regen als im trockensten Monat. Die jahreszeitlichen Niederschlagschwankungen liegen im unteren Drittel. In nur 1 % aller Orte schwankt der monatliche Niederschlag weniger.

### Nachbargemeinden
Nachbargemeinden und -Städte sind (im Uhrzeigersinn): Thale, Quedlinburg, und Ballenstedt im Norden, Falkenstein/Harz und Mansfeld (MSH) im Osten, Sangerhausen (MSH), Südharz (MSH) und Harztor (NDH) im Süden sowie Oberharz am Brocken im Westen.

## Geschichte

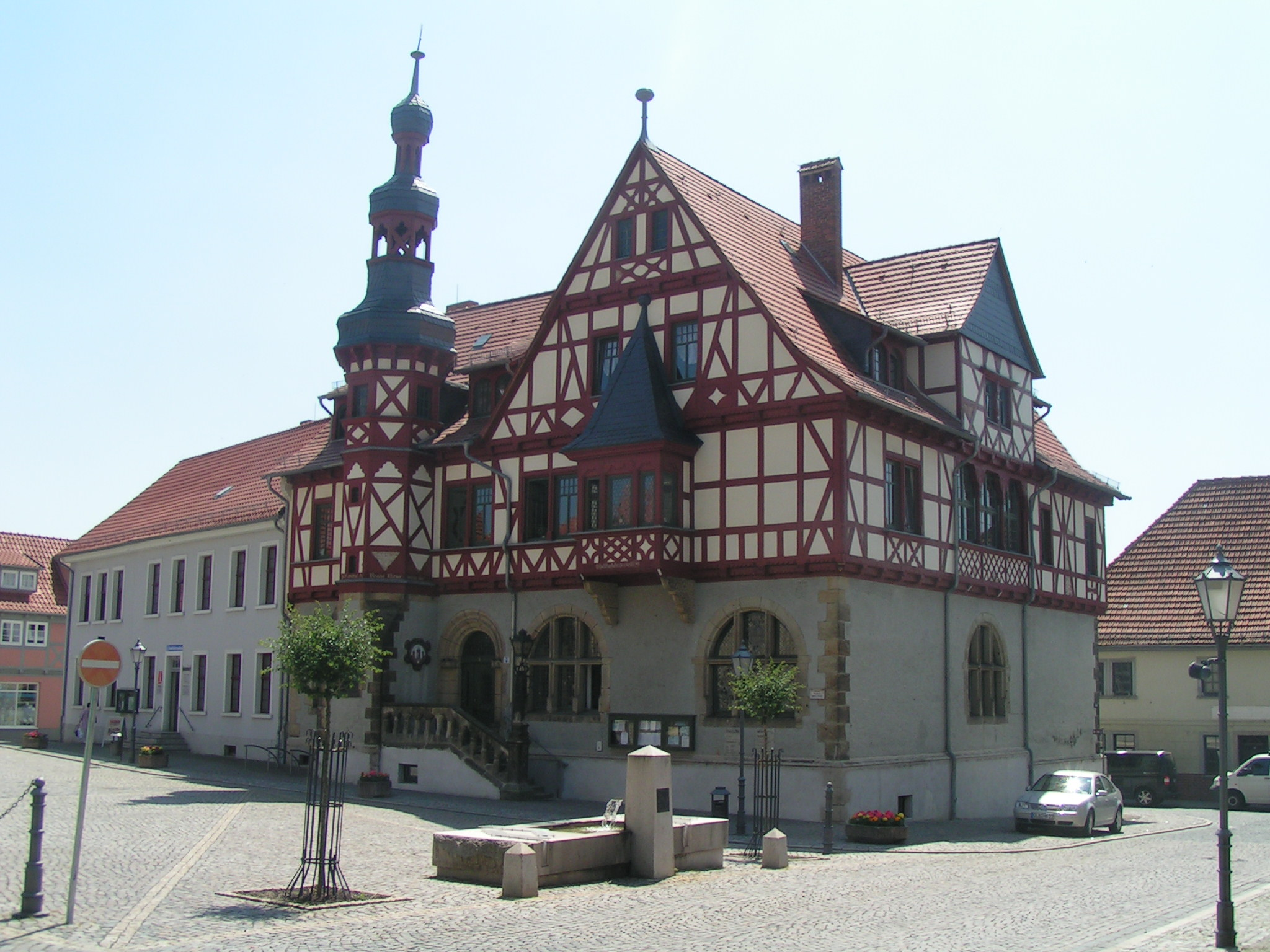
Rathaus

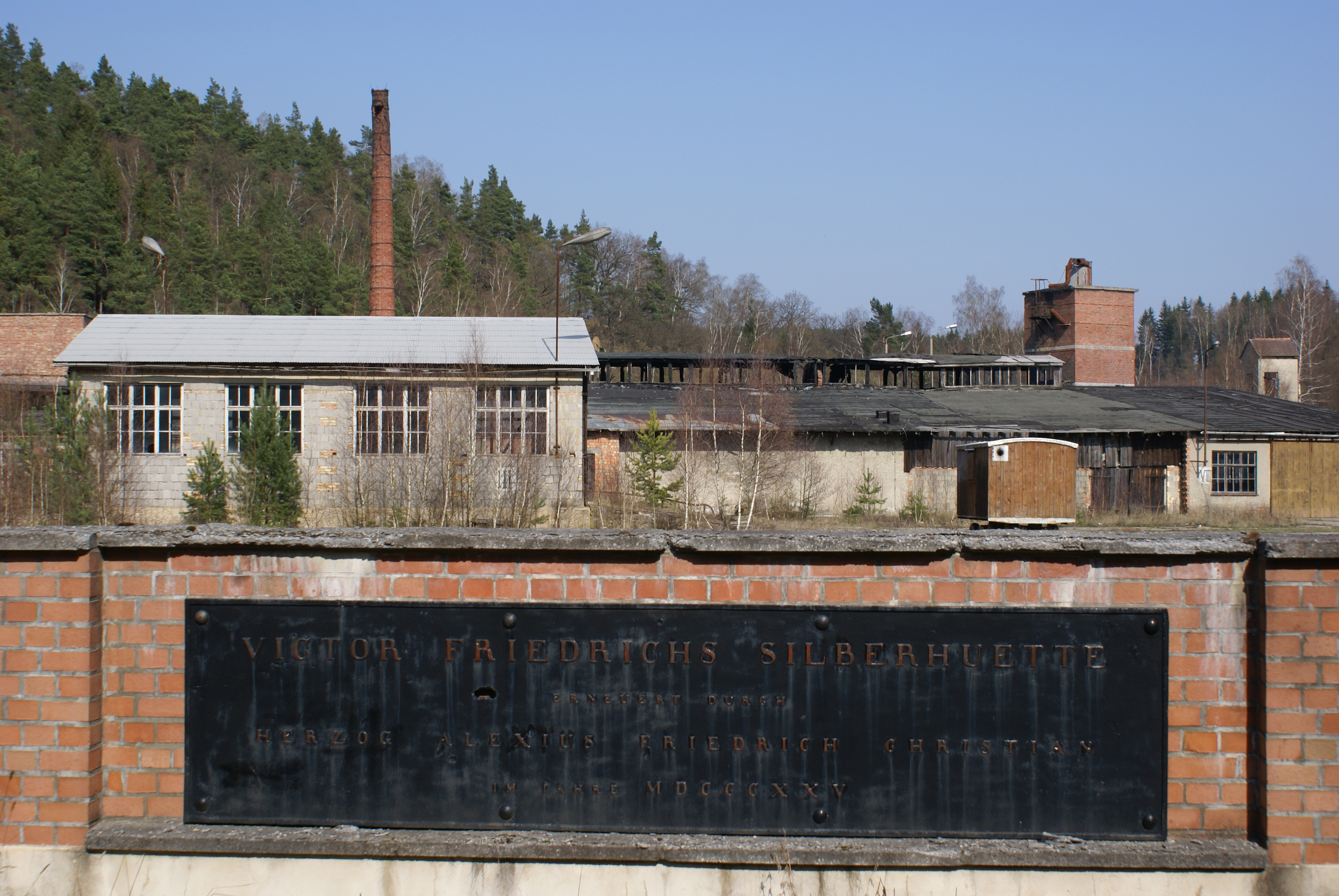
Zerfallene Silberhütte im Ortsteil Silberhütte

### Vom klösterlichen Marktflecken bis zur Verleihung des Stadtrechtes (10. bis 14. Jahrhundert)
Aus der ersten urkundlichen Erwähnung Harzgerodes geht hervor, dass in Hasacanroth (Harzgerode) das Hagananrothe (Hagenrode) im Selketal 993 von König Otto III. verliehene Markt-, Münz- und Zollrecht ausgeübt wurde. Beide Siedlungen befanden sich im Besitz des Benediktinerklosters Nienburg. Für Harzgerode wurde die Verleihung des Marktrechtes zur Voraussetzung seiner Entwicklung zum wirtschaftlichen Mittelpunkt des Unterharzes. Gleichzeitig war es Gerichtsort für eine Reihe von benachbarten Dörfern. Der mit 50 Hufen ausgewiesene Klosterbesitz lässt eine Villikation (Fronhof) des Klosters in Harzgerode vermuten. Ein Präfekt als Vertreter des Abtes führte die Aufsicht über den Besitz der Benediktiner und wahrte deren Rechte. Über die Ausübung des Münzrechtes, das ab 1035 für rund zwei Jahrhunderte auf Nienburg übertragen war, liegen für das Mittelalter keine Informationen vor.
Die weltlichen Schutzvögte des Klosters Nienburg, die Fürsten von Anhalt, verdrängten allmählich den Abt aus der landesherrlichen Position und erhielten in der Mitte des 14. Jahrhunderts die Vogtei zu Harzgerode als kaiserliches Lehen. 1326 erwähnt Fürst Bernhard III. erstmals sein slot (Schloss) in Harzgerode. Wahrscheinlich verlieh er Harzgerode auch das erstmals 1338 bezeugte Stadtrecht. Einige in Harzgerode ansässige von den Fürsten belehnte Ministeriale wie von Harz, von Harzrode, von Röder und von Zweidorf standen im Dienst der neuen Herren.

### Zeit der Verpfändung (15./16. Jahrhundert)
1398 verpfändete Fürst Otto III. das Schloss und seinen Anteil an der Stadt an einen Mansfelder Grafen. Erst 1536 konnten die vier damals in Anhalt regierenden Fürsten das Gebiet der Ämter Harzgerode und Güntersberge wieder aus der Pfandschaft lösen, das sich nach mehrfachem Wechsel des Pfandinhabers zuletzt in der Hand des Stolberger Grafen befand. In der Zwischenzeit hatte sich die Gemarkung der Stadt ganz oder teilweise um die Flächen einiger in der Nähe gelegener wüst gefallener Dörfer, deren Einwohner nach Harzgerode verzogen waren wie Osterndorf, Eberschwende, Anhalt, Mizziloke, Bölkendorf und Abtsföhrde vergrößert. Am Ende des 15. Jahrhunderts wurde die eventuell erste Pflasterung einer Straße als „Steinweg“ erwähnt. Ein zu dieser Zeit auch schon vorhandenes Rathaus deutet auf die Existenz einer kommunalen Selbstverwaltung hin. 1525 hatten sich Harzgeröder im Rahmen des Bauernkrieges an einem Plünderungszug beteiligt, der die Propstei Hagenrode und das Ballenstedter Kloster betraf.

### Von der Reformation bis zum 30-jährigen Krieg (16./17. Jahrhundert)
Nach Übernahme der Landesherrschaft 1536 durch Anhalt wurde die Stadt Verwaltungssitz des Doppelamtes Harzgerode/Güntersberge. In dieser Zeit setzte sich die Reformation durch und erste lutherische Prediger erhielten ihre Anstellung. Mit der 1538 ausgerufenen Bergfreiheit hofften die Fürsten, die desolate wirtschaftliche Situation ihrer Harzbesitzungen schnell überwinden zu können. Harzgerode wurde zum Zentrum bergbaulicher Aktivitäten. Die Stadt wuchs um die Vorstädte Freiheit und Ehrenberg, im Selketal errichtete man eine neue Schmelzhütte, am Ende des Jahrhunderts war auch eine Münzstätte in Betrieb. Nach einem Pestausbruch wurde um 1550 außerhalb der Stadt ein Hospital eingerichtet und daneben ein Friedhof neu angelegt, wohingegen der neben der Kirche befindliche geschlossen wurde. 1549 begann auf Anordnung des Landesherren Fürst Georg III. der Neubau des Schlosses einschließlich eines Vorwerks (Domäne). Die Einbeziehung Anhalts in den Schmalkaldischen Krieg (1546/47) beeinträchtigte vorerst den wirtschaftlichen Aufschwung. Der am Ende des Jahrhunderts von den Fürsten angeordnete Glaubenswechsel, die Annahme des Kalvinismus, stieß anfangs auf heftigen Widerstand der Harzgeröder.
Durch seine geschützte Lage litt Harzgerode selbst wenig unter kriegerischen Auseinandersetzungen, dafür wurde die Stadt immer wieder durch Feuer verwüstet. Um 1500 kam es zu einer ersten überlieferten großen Feuersbrunst. 1635 (am Johannistag) brannten bis auf sieben Häuser alle Gebäude der Stadt ab, 1659 folgte schon das nächste Großfeuer. Am 30. Juni 1722 wurden 42 Häuser ein Raub der Flammen und am 23. Oktober 1817 nochmals 52 Gebäude.
Zu spüren bekam Harzgerode sehr frühzeitig die Auswirkungen des Dreißigjährigen Krieges. 1623 war die Stadt Sammelplatz eines zur Landesverteidigung aufgestellten Fähnleins, das schnell zur Belastung der Bevölkerung wurde. In den folgenden Jahren litt die Stadt unter Truppendurchzügen, Einquartierungen, nicht abreißenden Forderungen des Militärs und zusätzlichen Plünderungen. Nur im Sommer 1631 gelang es den Bürgern, zweimal Angriffe abzuwehren. Zwanzig Jahre nach dem Krieg waren auf Grund der Bevölkerungsverluste 20 Hausstellen in den Vorstädten noch nicht wieder besetzt.

### Fürstliche Residenz (17./18. Jahrhundert)

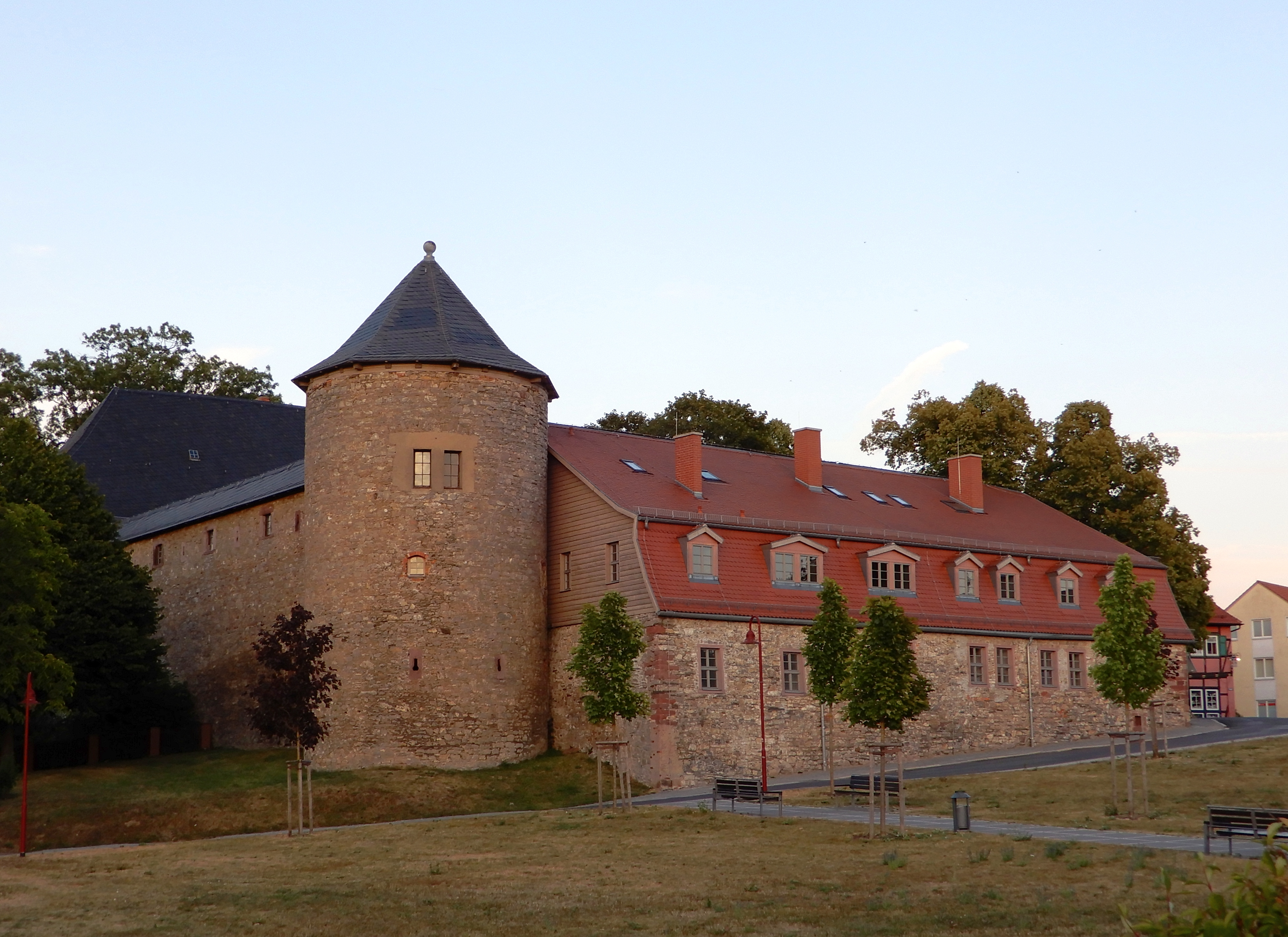
Das Harzgeröder Schloss

Bei der Teilung des Fürstentums Anhalt-Bernburg 1635 unter zwei Brüdern wurde Harzgerode Residenz des Fürstentums Anhalt-Harzgerode. Sitz des Fürsten war das Mitte des 16. Jahrhunderts neugebaute Harzgeröder Schloss. Auf Fürst Friedrich folgte 1670 sein Sohn Wilhelm, mit dessen Tod 1709 die Harzgeröder Fürstenlinie wieder erlosch und das Territorium an Bernburg zurückfiel. Aus dem Bestreben der Fürsten, in ihrem Ländchen die Kriegsschäden möglichst schnell zu überwinden, profitierte besonders die Residenzstadt. Schon 1646 hatte Fürst Friedrich gemeinsam mit einem Kaufmann das Eisenwerk Mägdesprung anlegen lassen. Der Fürstenhof und Zuzug einiger Adelsfamilien belebten die Wirtschaft. 1682 wurde der Grundstein für eine neue Vorstadt, die spätere Augustenstadt, gelegt. Die Gründung einer auf Förderung silberhaltiger Erze ausgerichteten Gesellschaft brachte der Stadt einen erheblichen Bevölkerungszuwachs, mit der Bergstadt entstand eine weitere Vorstadt, im Selketal wurde eine Silberhütte eingerichtet und in Harzgerode erfolgte die Prägung von Silbermünzen. Der Zusammenbruch der hochverschuldeten Bergwerksgesellschaft und die bald folgende Auflösung des Fürstenhofes und seiner Institutionen ließen die Harzgeröder Region am Anfang des 18. Jahrhunderts zum Notstandsgebiet werden.

### Industrielles Zentrum des Fürstentums/Herzogtums Anhalt-Bernburg (18./19. Jahrhundert)
Nach 1710 nahm die Einwohnerzahl ab. Ein neuer Aufschwung begann in der Jahrhundertmitte mit Neuaufnahme der Eisenverhüttung in Mägdesprung, der kontinuierlich arbeitenden Silberhütte und zunehmender Bergbautätigkeit. Die Harzgeröder Region wurde für längere Zeit zum industriellen Zentrum des Fürstentums/Herzogtums Anhalt-Bernburg. Von Kriegshandlungen blieb der anhaltische Harz im Siebenjährigen Krieg verschont, doch seine Auswirkungen zeigten sich mit Truppendurchzügen, Kontributionszahlungen und zwangsweiser Aushebung für das preußische Militär. Über zwei Jahre prägte im Schloss eine mit den preußischen „Münzjuden“ in Verbindung stehende Münzstätte minderwertige Münzen, so dass der kaiserliche Wiener Hofrat Harzgerode zur „Heckenmünzstadt“ erklärte.
Nach dem Krieg beteiligte sich die Mehrheit der Harzgeröder an der von Bernburg ausgehenden Protestbewegung („Verschwörung“), die sich gegen die ungerechtfertigte Weitererhebung der Kontribution und die durch Fürst Viktor Friedrich aufgezwungenen wirtschaftlichen und finanziellen Belastungen richtete. Harzgerode war der einzige Ort des Fürstentums, in dem es 1767 zum offenen Aufruhr kam. Die wirtschaftliche Entwicklung der Region spiegelte sich durch ein reges Marktleben, aus dem drei mehrtägige Jahrmärkte herausragten, und das prosperierende Handwerk wider. Am Ende des 18. Jahrhunderts hatten sich 19 Gewerke zu Innungen zusammengeschlossen, außerdem gab es eine Bruderschaft der Maurergesellen.
Die Einbeziehung Anhalts in das napoleonische Herrschaftssystem bedeutete für Harzgerode erneute wirtschaftliche Belastungen, die Teilnahme von rund drei Dutzend seiner Söhne an den napoleonischen Kriegen, aus denen ein Großteil nicht zurückkehrte. Am 10. September 1810 hatte das Richtfest in dem entstehenden Alexisbad stattgefunden, nach Mägdesprung und Silberhütte der dritte Harzgeröder Ortsteil.
Angeregt durch die von Frankreich ausgehende revolutionäre Bewegung meldeten sich auch die Harzgeröder im März 1848 mit zahlreichen politischen und sozialen Forderungen zu Wort. Im Ergebnis durfte erstmals ein Stadtparlament und der Bürgermeister gewählt werden, weiterhin wurde die Domäne aufgelöst und zahlreiche Familien gelangten in den Besitz von Hauskabeln (kleine Ackerparzellen).

### Die Zeit im vereinigten Herzogtum Anhalt (1863–1918)
In dem 1863 zu einem Staat vereinigten Anhalt wählte Herzog Leopold IV. Friedrich das Mägdesprunger Direktionshaus zur Residenz im Kreis Ballenstedt. Nach Erschöpfung der Gruben musste allmählich die Verhüttung eingestellt werden. Die Silberhütte beendete ihren Betrieb 1909, die Mägdesprunger Hütte spezialisierte sich unter Verwendung von Fremderz auf Kunstguss und Maschinenbau. Zahlreiche neue Arbeitsplätze entstanden durch das 1872 in Harzgerode gegründete Eisenwerk. Silberhütte wurde zum Zentrum der Holzverarbeitung im Unterharz, daneben bestand hier seit Jahrzehnten eine Pulvermühle mit der 1893 aufgenommenen Produktion pyrotechnischer Erzeugnisse. Der 1888 hergestellte Anschluss an das deutsche Eisenbahnnetz durch die Gernrode-Harzgeroder Eisenbahn-Gesellschaft (schmalspurige Selketalbahn) beförderte die wirtschaftliche Entwicklung des anhaltischen Harzes.
1901 erhielt Harzgerode sein heutiges Rathaus. Der Einzug des technischen Fortschritts zu dieser Zeit zeigte sich mit Installation einer Wasserleitung und Energieversorgung durch ein Gaswerk. Die zahlenmäßig stark gewachsene Arbeiterschaft gründete eigene Vereine und 1904 eine Ortsgruppe der SPD. Harzgerode galt jetzt als das rote Herz des Harzes. Eisenwerk und Pulvermühle wurden nach Beginn des Ersten Weltkrieges, in dem 159 Harzgeröder ihr Leben ließen, schnell auf Rüstungsproduktion umgestellt. Im Rahmen der Novemberrevolution bildete sich umgehend ein Arbeiter- und Soldatenrat.
Gemünzt worden war in Harzgerode zuletzt 1831. In der Notzeit nach dem Krieg behalf man sich in Harzgerode mit eigenem gedruckten Papiergeld.

### Weimarer Republik und nationalsozialistisches Deutschland
In der Stadtratswahl 1919 gewann die SPD 11 von 15 Sitzen. Harzgerode war eine der drei Gemeinden in Anhalt, in denen die Linken bis 1933 die Mehrheit im Gemeindeparlament hielten. Im Zusammenhang mit der Abwehr des Kapp-Putsches 1920 wurde für einige Monate eine mit Infanteriewaffen ausgerüstete kompaniestarke Bürgerwehr formiert. Mit dem aus Mitteln der SPD und Gewerkschaften erbauten „Volksheim“ erhielten die Arbeiter 1928 ein eigenes Vereinslokal. In den Jahren der wirtschaftlichen Stabilisierung war Harzgerode dank einiger florierender Betriebe mit 1100 industriellen Arbeitsplätzen das wirtschaftliche Zentrum des Kreises Ballenstedt. 1925 gab es den Anschluss an das Elektrizitätsnetz. 1931 konnte eine im Bauhausstil errichtete Lungenheilstätte eröffnet werden. Im Gefolge der Weltwirtschaftskrise kam es zu Massenentlassungen, das Eisenwerk L. Meyer jun. & Co. mit zuvor 500 Beschäftigten stellte 1932 die Produktion ganz ein.
Trotz knapper linker Stimmenmehrheit bei der letzten Wahl übernahm 1933 auch in Harzgerode die NSDAP die Alleinherrschaft. Die Stadt wurde zu einem Standort der Rüstungsindustrie. Die neu gegründeten Mitteldeutschen Leichtmetallwerke mit zuletzt 1650 Beschäftigten in zwei Werkskomplexen lieferten Zubehör für den Flugzeugbau und der pyrotechnische Betrieb Silberhütte Leucht- und Signalmittel. Ca. 1200 Gefangene und Zwangsarbeiter deckten im Krieg den wachsenden Arbeitskräftebedarf ab. Für zugezogene zivile Arbeitskräfte entstanden im Norden und im Südosten der Stadt einige neue Straßenzüge. Organisierter Widerstand gegen das faschistische Regime entwickelte sich ab Ende 1943, der im März 1945 zu einigen Verhaftungen mit Todesfolge für einen Häftling führte. Vor Einnahme Harzgerodes durch die US-Armee kamen durch Beschuss 18 Personen um.

### Von der Nachkriegszeit bis zum Ende der DDR
Ab 15. April 1945 stand Harzgerode unter amerikanischer Militärverwaltung. Außer 4500 Alteingesessenen waren ungefähr 4500 Evakuierte, Flüchtlinge und Kriegsgefangene unter größten Schwierigkeiten zu versorgen. Ab 1. Juli 1945 gehörte die Stadt zur sowjetischen Besatzungszone. Nur allmählich begannen die zum Teil demontierten und geplünderten oder auch neu gegründeten Betriebe wieder zu produzieren. Erschwert wurde die Versorgungslage infolge der ebenfalls demontierten Selketalbahn, die erst 1950 den Betrieb erneut aufnahm. 1946/47 konnten 340 Familien ihre Versorgungslage durch Freigabe von ca. 40 ha Wald zur Rodung verbessern.
In den 1950er-Jahren begann in vielen Bereichen die planmäßig betriebene Durchsetzung des Sozialismus spürbar zu werden. Die nach dem Aufstand vom 17. Juni 1953 aufgelöste LPG (Landwirtschaftliche Produktionsgenossenschaft) wurde 1954 erneut gegründet. Bis 1959 schlossen sich ihr alle Harzgeröder Bauern unter zum Teil massivem Druck an. Handwerksbetriebe wie Friseure, Tischler, Maler und Bauhandwerker drängte man zur Bildung von PGH (Produktionsgenossenschaft des Handwerks). Einige mittelständische Betriebe wurden nach einer Phase „staatlicher Beteiligung“ 1972 in VEB (Volkseigener Betrieb) umgewandelt. Zwei zuvor enteignete Produktionsbetriebe waren 1960 zum VEB Druckguss- und Kolbenwerke vereinigt worden, der sich zügig erweitert mit 1250 Beschäftigten zum größten Kolbenhersteller der DDR entwickelte. Harzgerode wurde im Kreis Quedlinburg zu einem herausragenden Beispiel fortschreitender Industrialisierung mit zum Schluss ungefähr 3000 industriellen Arbeitsplätzen. Wohnraum für die zugezogenen Arbeitskräfte entstand hauptsächlich in zwei ab den 1960er-Jahren errichteten Neubaugebieten.
Ferienlager und Heime der Gewerkschaft, der Partei und staatlicher Sicherheitsorgane sowie Privatunterkünfte rechneten 1988 rund 240.000 Übernachtungen ab. 1982 hatte Harzgerode den Titel „staatlich anerkannter Erholungsort“ erhalten.
Wie in vielen Orten kam es in Harzgerode im November 1989 zu Protestdemonstrationen, die zum schnellen Zusammenbruch des staatlichen und gesellschaftlichen Systems der DDR führten.

### Bundesrepublik Deutschland
An der ersten Kommunalwahl unter demokratischen Bedingungen am 6. Mai 1990, bei der zehn Parteien und Wahlvereinigungen antraten, beteiligten sich in Harzgerode 68 % der Wahlberechtigten. Den ersten Platz belegte die CDU mit 27 %, gefolgt vom Neuen Bürgerforum. Überraschend starke Einbrüche zeitigte die politische und wirtschaftliche Wende. Von den Ferienheimen überlebten nur zwei im OT Alexisbad. Anfang 1991 löste sich die LPG auf. Die Beschäftigtenzahlen in den Betrieben waren stark rückläufig, einige stellten die Produktion ganz ein wie das Gasgerätewerk in Mägdesprung, das Holzwerk Rinkemühle in Silberhütte und die Ziegelei. Geschlossen wurde auch das Fachkinderkrankenhaus für Lungen- und Bronchialerkrankungen. Die Quote der Arbeitslosen stieg in der Stadt bis 1998 auf 16 %. Die Geburtenzahl sank rapide und beträgt seit 1991 zumeist weniger als die Hälfte der Todesfälle, außerdem setzte sofort eine starke Abwanderung ein. Seit 1988 ist die Zahl der Einwohner um 40 % gesunken.
1993 beging Harzgerode mit einer Festwoche seinen 1000. Jahrestag, gleichzeitig blickte Silberhütte auf seinen 300. Jahrestag zurück.
1994 verursachte ein sogenanntes Jahrhunderthochwasser der Selke hauptsächlich in den Ortsteilen Schäden in Höhe von ca. 20 Millionen Mark.
Durch das Programm der Arbeitsbeschaffungsmaßnahmen (ABM) wurden zeitweise bis zu 100 Personen beschäftigt. Zunächst reichlich fließende Fördermittel und großzügig gewährte Kredite konnten für die beginnende Modernisierung und Neugestaltung der Stadt sowie ihres Umfeldes genutzt werden. Einige der alten Betriebe fanden neue Nutzer und stabilisierten sich. Im Gelände des ehemaligen Druckguss- und Kolbenwerkes entstand ein Industriepark mit rund 700 Arbeitsplätzen, ab Herbst 1993 in der Stolberger Straße ein Einkaufspark und im Jahr 2000 produzierten 15 Betriebe im Gewerbegebiet Augustenhöhe. Industriebrachen wurden neu genutzt, so entstand das Wohn- und Einkaufszentrum Schlossberg sowie der Rewe-Supermarkt mit Parkgestaltung und in Silberhütte der Waldhof. Die Zahl der industriellen Arbeitsplätze beträgt wieder ca. 1200. Harzgerode wurde laut Landesentwicklungsplan als „Landesbedeutsamer Gewerbe- und Industriestandort“ eingestuft.
1999 wurde das modernisierte Freibad Albertine eröffnet. Seit 2002 befindet sich das Alters- und Pflegeheim Goldener Herbst in Nutzung. 2003 konnte das Klärwerk im Langen Tal in Betrieb genommen und 2004 die Zweifeldersporthalle Ernst Bremmel übergeben werden. 2010 fanden mehrere Veranstaltungen anlässlich des 200-jährigen Bestehens Alexisbads statt.
2018 verfügte Harzgerode über fast 2000 industrielle Arbeitsplätze und über mehr als 3000 sozialversicherungspflichtige Arbeitsplätze.
Harzgerode erhielt die Auszeichnung als Kommune des Jahres 2018 des Ostdeutschen Sparkassenverbandes des Landes Sachsen-Anhalt und wurde 2018 Preisträger des Demografieprojektes des Landes Sachsen-Anhalt.

### 250 Jahre Juden in Harzgerode
Nach dem Dreißigjährigen Krieg öffneten die Fürsten von Anhalt ihre Grenzen für den Zuzug jüdischer Familien, um deren finanzielle Aktivitäten und ausgedehnten Handelsbeziehungen für die Überwindung der Kriegsschäden zu nutzen. In Harzgerode ließen sich erste Juden in der Regierungszeit Fürst Wilhelms nieder. Anziehend wirkten für sie der wirtschaftliche Aufschwung der Region am Ende des 17. Jahrhunderts und die Existenz eines Fürstenhofes. 1709 zahlten zehn Familien Schutzgeld an die fürstliche Kasse. Ihre Zahl stieg im nächsten Jahrzehnt auf 16, ging dann aber infolge der wirtschaftlichen Stagnation des anhaltischen Harzes bis auf 12 jüdische Haushaltsvorstände zurück. Nach Aussage des Harzgeröder Justizamtmannes 1781 bildeten sie eine zwar kleine aber zerstrittene und zänkische Gemeinde.
Bei einer Zählung im Fürstentum Anhalt-Bernburg 1803 wurden für Harzgerode 93 Juden ermittelt, rund 5 % der Einwohnerschaft. 1809 ließ die Gemeinde eine Synagoge weihen, eine Schule fand erstmals 1742 Erwähnung. Als Händler hauptsächlich auf das Textilgeschäft eingestellt, nahmen Harzgeröder Juden regelmäßig an der Leipziger Messe teil. Aus ihrer Gemeinde gingen einige Ärzte hervor sowie der in Beziehung zu Heinrich Heine stehende als Reformjude bekannt gewordene Immanuel Wohlwill. In der Mitte des 19. Jahrhunderts gehörten erstmals einige Handwerksmeister der jüdischen Gemeinde an. Nach der Revolution von 1848 übte einer ihrer Kaufleute als Abgeordneter und Stadtrat kommunalpolitische Funktionen aus.
Obwohl die Zahl der Juden ab Mitte des 19. Jahrhunderts stark zurückging, 1896 wurden noch 52 gezählt und 1910 nur noch 29, besetzten sie wirtschaftlich jetzt die ersten Positionen. Die Familie Meyer-Ahlfeld besaß das bedeutendste Textilgeschäft (Kaufhaus) im Unterharz und die Familie Meyer stieg, ausgehend von einem Handwerksbetrieb, zum Besitzer des größten Industriebetriebes mit 500 Beschäftigten im Kreis Ballenstedt auf. Selmar Meyer als Inhaber der Firma „Eisenwerk L. Meyer jun. & Co. Harzgerode“, der seinem Vater Lipmann gefolgt war, brachte es bis zum Vorsitzenden des Harzgeröder Stadtrates und zog 1908 auch noch in den anhaltischen Landtag ein.
1933 lebten in Harzgerode noch acht Juden, von denen als letzte die Witwe Selmar Meyers 1940 auf dem jüdischen Friedhof bestattet wurde. Nur einer von ihnen, der Arzt Dr. Manneberg, dem 1934 Berufsverbot erteilt worden war, kam in einem Konzentrationslager ums Leben. Elf weitere in Harzgerode geborene, aber in jungen Jahren verzogene Juden, lassen sich als Opfer des Holocaust nachweisen.
Im Jahr 2011 begannen Schüler der Sekundarschule von Harzgerode, die evangelische Kirchengemeinde und die Junge Union, unterstützt durch Sponsoren, mit der Restaurierung des ehemaligen jüdischen Friedhofes. Mit einem Gedenkstein soll der jahrelangen jüdischen Geschichte gedacht werden.

## Ortsteile
Siedlungsgeschichtlich reicht das Alter der meisten Ortsteile mehr als 1000 Jahre zurück, so Siptenfelde bereits im Jahre 936. Jüngster Ortsteil ist Alexisbad, vor 200 Jahren von Herzog Alexius als Kurbad gegründet. Architektur und Ortsplanung gehen auf den Architekten Karl Friedrich Schinkel zurück. Bekanntester Kurgast war 1820 Carl Maria von Weber.
Güntersberge und Harzgerode besaßen Stadtrecht. Die meisten der Ortsteile gehörten während der überwiegenden Zeit zum Herzogtum Anhalt, Straßberg jedoch zur Grafschaft Stolberg-Stolberg. In Harzgerode, Silberhütte, Mägdesprung, Straßberg und Neudorf wurde über Jahrhunderte Bergbau betrieben, waren Hüttenwerke ansässig. Heute noch liegen im Gebiet der Stadt viele Schächte. Erlebt werden kann die Bergbaugeschichte heute noch in der Grube Glasebach im Ortsteil Straßberg. Das bergbauliche Wasserwirtschaftssystem des mittleren Unterharzes, das Unterharzer Teich- und Grabensystem, liegt vollständig im heutigen Stadtgebiet von Harzgerode auf den Gemarkungen Straßberg und Neudorf. Die Spuren der Bergbaugeschichte sind über drei Bergbaulehrpfade zu erkunden. Sowohl Teile des Teich- und Grabensystems als auch die Standorte der meisten Gruben und der bergbaulichen Folgeindustrie sind heute durch Bergbautannen gekennzeichnet.
Aber auch das Schloss in Harzgerode sowie die Burgruinen der Burg Anhalt (zwischen Harzgerode und Mägdesprung) und der Güntersburg (beim Ortsteil Güntersberge) zeugen vom Ursprung der Region mit einer wechselvollen Geschichte.
1994 war Harzgerode Sitz der neu gegründeten Verwaltungsgemeinschaft Unterharz geworden.
Am 1. August 2009 schlossen sich die Städte Güntersberge (mit den damaligen Ortsteilen Friedrichshöhe und Bärenrode), Harzgerode (mit den damaligen Ortsteilen Alexisbad, Mägdesprung und Silberhütte) sowie die Gemeinden Dankerode, Königerode, Schielo, Siptenfelde und Straßberg zur neuen Stadt Harzgerode zusammen. Am 1. September 2010 wurde Neudorf eingemeindet.
Am 1. Juli 2014 ist das neue Kommunalverfassungsgesetz des Landes Sachsen-Anhalt in Kraft getreten. In dessen § 14 (2) wird den Gemeinden die Möglichkeit gegeben, den Ortsteilen, die vor der Eingemeindung Städte waren, diese Bezeichnung zuzuerkennen. Die Stadt Harzgerode hat von dieser Regelung Gebrauch gemacht. In ihrer im Jahr 2017 gültigen Hauptsatzung werden im § 1 (2) die Ortsteile mit ihren amtlichen Namen aufgeführt.

## Religionen

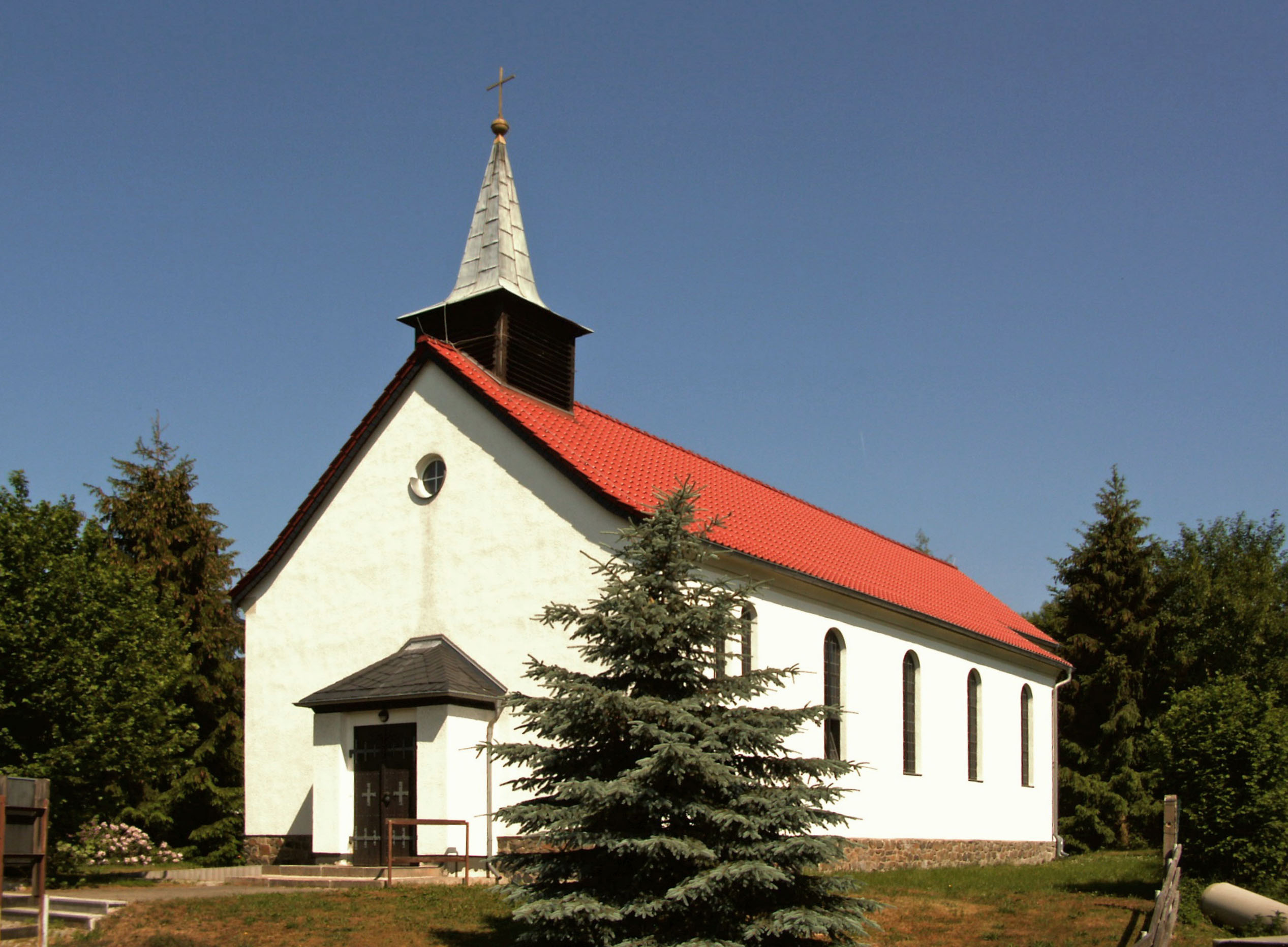
Katholische Kirche St. Johannes Baptist

Die evangelischen Christen in Harzgerode gehören zur Kirchengemeinde St. Marien in Harzgerode (Harzgerode, Alexisbad, Mägdesprung) im Kirchenkreis Ballenstedt der Evangelischen Landeskirche Anhalts.
Die römisch-katholischen Christen in Harzgerode gehören zur katholischen Pfarrei St. Elisabeth in Ballenstedt im Dekanat Halberstadt des Bistums Magdeburg. Deren Kirche St. Johannes Baptist in Harzgerode wurde 2022 entwidmet (profaniert). Weitere katholische Einrichtungen in Harzgerode sind die vom Malteser Hilfsdienst getragene Rettungswache und die Begegnungsstätte für soziale Vereine und Einrichtungen.
Es gibt außerdem eine Evangelisch-Freikirchliche Gemeinde (Baptisten) in Harzgerode.

## Politik

### Stadtrat

#### Harzgeröder Stadtrat in früherer Zeit
Zu Beginn des 15. Jahrhunderts wird erstmals ein Harzgeröder Stadtrat erwähnt. 1422 werden vier Personen namentlich als Ratspersonen genannt, von denen eine Bürgermeister und drei Ratsherren (Rathmannen) waren. Neben dem „sitzenden Rat“ gab es zwei weitere ruhende Räte, die jährlich wechselnd die Amtsgeschäfte führten. Somit verfügte die Stadt über drei Bürgermeister und neun Ratsherren, insgesamt als Ratsverwandte bezeichnet. Wurde ein Platz in dem Gremium frei, so schlugen die übrigen einen Nachfolger vor, der vom Amtshauptmann bzw. später dem Justizamtmann oder dem Fürsten bestätigt werden musste. Der Vetternwirtschaft war damit Tor und Tür geöffnet. Am Anfang des 18. Jahrhunderts wurde die Zahl der Räte auf zwei reduziert, jeweils aus einem Bürgermeister und zwei Ratsherren bestehend. Ein Jahrhundert später war es dann ein ständiger Rat mit einem Bürgermeister und zwei Ratsherren. Nach der Stadtverfassung von 1540 sollte der Rat nur montags tagen und hier seine Aufgaben erledigen: Entscheidungen im Rahmen der städtischen Verwaltung treffen und Ausübung der zivilen Gerichtsbarkeit, die sich auf Ahndung geringfügiger Vergehen beschränkte.
1848 wurde erstmals eine aus 12 Personen bestehende Stadtverordnetenversammlung gewählt. Der erste im Juli 1849 gewählte Bürgermeister, Kaufmann Große, konnte sein Amt nicht termingerecht antreten, weil er zu dieser Zeit auf Grund seiner politischen Haltung in der 1848er Revolution wegen Hochverrats in Untersuchungshaft saß.

#### Gegenwärtiger Stadtrat
Dem Stadtrat der Stadt Harzgerode gehören 20 Mitglieder und zusätzlich der Bürgermeister Marcus Weise (CDU) an.
Nach der Kommunalwahl am 26. Mai 2019 (in Klammern Veränderung zur Wahl 2014) setzt sich dieser wie folgt zusammen:
- CDU: 10 Sitze (+2)
- Wählergruppen: 6 Sitze (−2)
- Die Linke: 2 Sitze (±0)
- SPD: 2 Sitze (±0)

Die Wählergruppen setzen sich zusammen aus: Bürgerverein Unterharz (BVU; 2 Sitze), Freie Wählergemeinschaft Dankerode (FWG; 1 Sitz), Unabhängige Wählergemeinschaft Straßberg (UWG; 1 Sitz), Bürger für Neudorf (1 Sitz) und Unabhängige Bürgergemeinschaft Siptenfelde (UB; 1 Sitz)
Die Wahlbeteiligung im Jahr 2019 lag bei 57,75 % (+ 11,8 %p).

### Bürgermeister
Seit 1. Januar 2017 ist Marcus Weise (CDU) Bürgermeister der Stadt Harzgerode. Er war zuvor Ortsbürgermeister. Am 27.  August 2023 wurde Marcus Weise für eine zweite am 1. Januar 2024 beginnende siebenjährige Amtszeit als Bürgermeister wiedergewählt.

### Ortschaftsrat
Der Ortschaftsrat der Stadt Harzgerode setzt sich seit der Kommunalwahl am 26. Mai 2019 wie folgt zusammen:
- CDU: 4 Sitze
- BVU: 2 Sitze
- Die Linke: 1 Sitz

Ortsbürgermeister
- 2010–2014: Horst Schöne
- 2015–2016: Marcus Weise
- seit 2017: Katja Andersch

### Wappen
| | Blasonierung: „In Silber ein grüner Berg belegt mit silbernem Schlägel und Eisen, darauf wachsend vorn eine grüne Tanne und hinten eine grüne Linde, mittig ein offenes schwarz gefugtes rotes Stadttor mit links und rechts angesetzter Stadtmauer und Zinnenturm mit Fensteröffnung und golden beknauftem blauem Spitzdach.“ |
| Wappenbegründung: Die Farben sind Rot - Weiß (Silber). Die Mauer und der Turm im Wappen weisen auf die befestigten Burgen bzw. Städte Güntersberge und Harzgerode hin. Tanne und Linde sowie der Berg symbolisieren die landschaftliche Lage der neuen Stadt und deren natürliche Besonderheit. Die gekreuzten Bergeisen, die Werkzeuge der Bergleute, stehen für den über Jahrhunderte währenden Bergbau in vielen Gebieten der Stadt. Gleichzeitig sind alle Symbole aus den Wappen der vormaligen Städte und Gemeinden bzw. aus dem Siegelbild der vormaligen Gemeinde Dankerode entlehnt. Das Wappen wurde von dem Heraldiker Hans Schulze aus Harzgerode gestaltet und am 19. November 2010 durch den Landkreis Harz genehmigt. | |

Ortswappen von Harzgerode
| | Blasonierung: „In Silber eine schwarz gefugte rote Burg mit offenem Tor und hochgezogenem schwarzen Fallgatter, die gezinnte Burgmauer besetzt mit drei Zinnentürmen mit je einer Fensteröffnung und golden beknauften blauen Spitzdächern, der breitere und höhere Mittelturm belegt mit einem schräg gestellten Schild, dieser gespalten, vorn in Silber ein halber roter Adler am Spalt, hinten neunfach Schwarz über Gold geteilt und mit schrägem grünen Rautenkranz belegt.“ |
| Wappenbegründung: Die Farben der ehemaligen Stadt Harzgerode wurden 1896 vom anhaltischen Staatsministerium mit Rot - Weiß (Silber) bestimmt. Bedeutsam ist dabei im Jahr 993 die Verleihung des Markt-, Münz- und Zollrechtes durch Kaiser Otto III. Für das Marktrecht steht das offene Tor im Wappen. Die Burg deutet auf eine befestigte Stadt mit Burg/Schloss. Mit der erneuten Übernahme der Landesherrschaft 1535 durch Anhalt wurde die Stadt Verwaltungszentrum des Doppelamtes Harzgerode/Güntersberge. Etwa zur gleichen Zeit wurde Anhalt durch die Söhne des Fürsten Joachim Ernst von Anhalt erneut in einige Teilfürstentümer zersplittert. Dabei wurde das Territorium der Ämter Harzgerode/Güntersberge zum sechsten anhaltinischen Teilfürstentum erhoben und Harzgerode wurde Residenzstadt. Sitz des Fürsten war das Mitte des 16. Jahrhunderts erbaute Harzgeröder Schloss. Das anhaltinische Wappenschild im Harzgeröder Wappen zeigt die Zugehörigkeit der Stadt zum Fürstentum Anhalt. 991 gehörte der Marktflecken zum Besitz des Benediktinerklosters Niemburg, deren Schutzvögte die Fürsten Anhalt waren und es in den folgenden Jahrhunderten auch blieben. Seit dem 14. Jahrhundert besaßen sie das Gebiet als kaiserliches Lehen. Nach jahrzehntelanger Verpfändung an finanzkräftige Adlige, zuletzt an die Grafen von Stolberg, übernahmen die Fürsten von Anhalt 1535 erneut die Landesherrschaft. Das Wappen wurde von dem Heraldiker Hans Schulze aus Harzgerode gestaltet und am 5. Juni 2008 durch den Landkreis Harz genehmigt. | |

### Flagge
Die Flagge ist rot - weiß (1:1) gestreift (Hissflagge: Streifen senkrecht, Querflagge: Streifen waagerecht verlaufend) mit dem aufgelegten Wappen der Stadt.
Ortsflagge von Harzgerode
Die Flagge ist rot - weiß (1:1) gestreift und mittig mit dem Ortswappen belegt.

### Städtepartnerschaften
- Ortsteil Harzgerode mit Leval (Frankreich) seit 1999
- Ortsteil Güntersberge mit Bockenem (Niedersachsen)
- Ortsteil Straßberg mit Straßberg (Vogtl.)

## Sehenswürdigkeiten

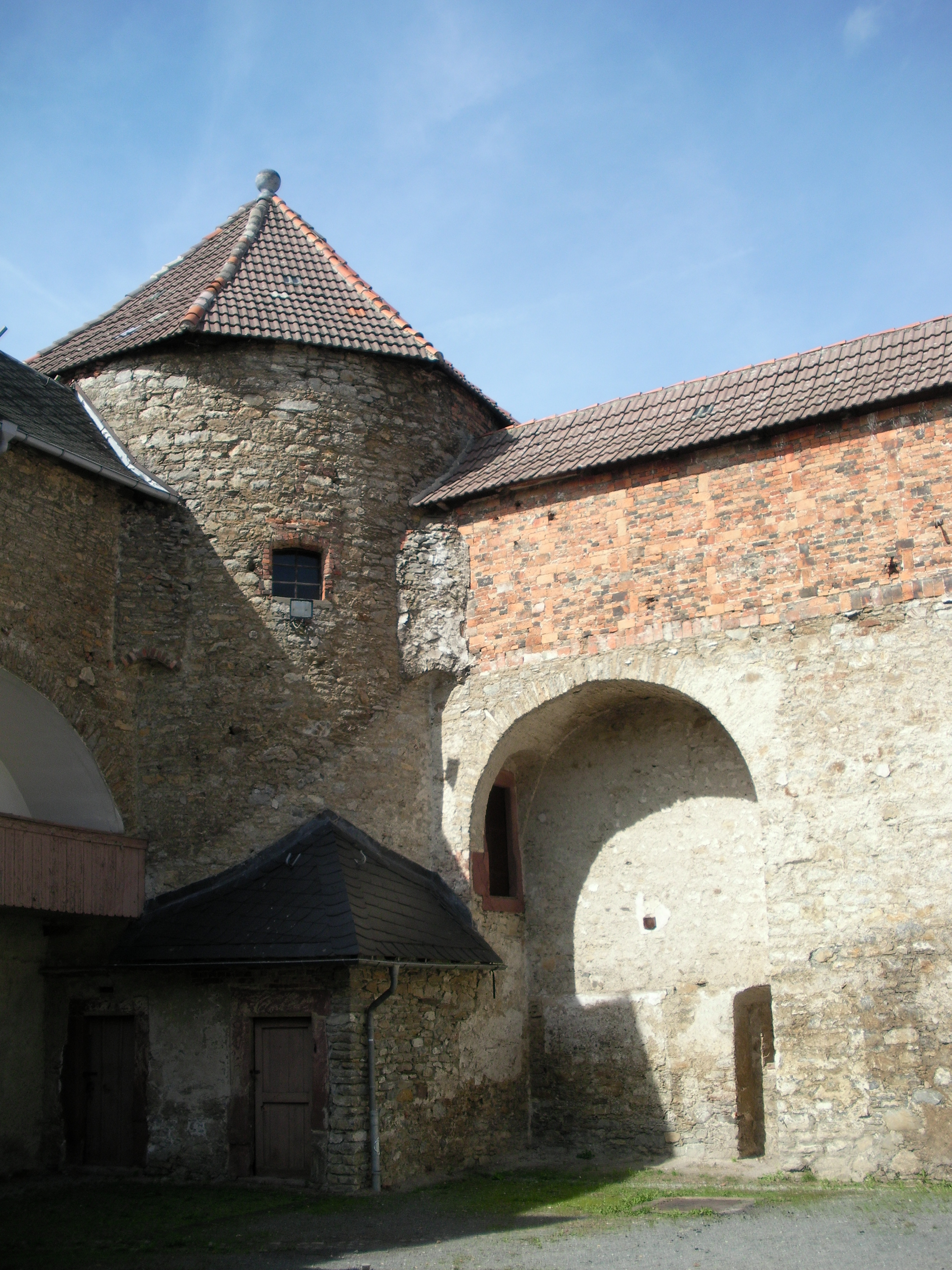
Schlosshof

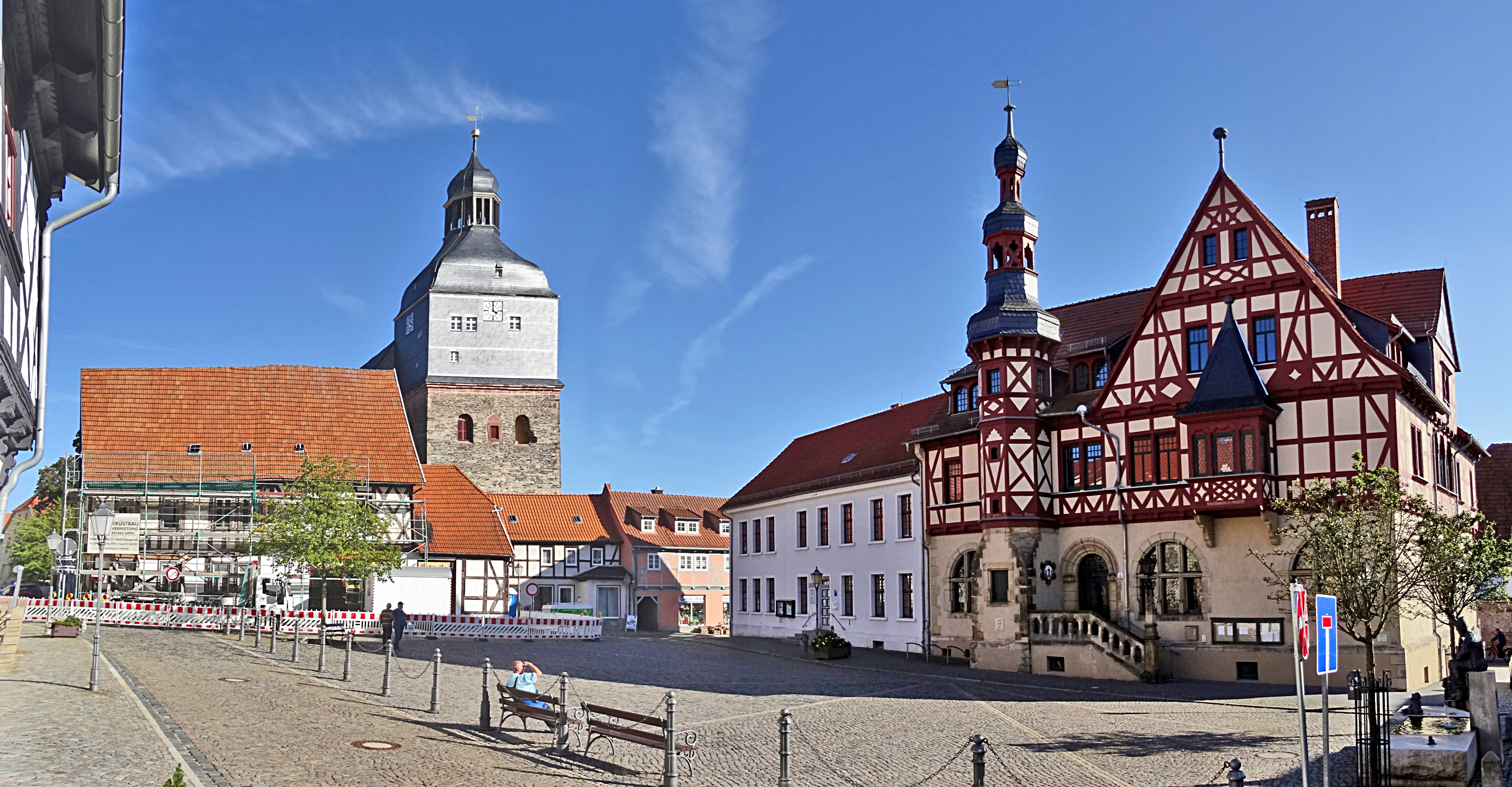
Markt, Marienkirche und Rathaus

### Museen
- Schlossmuseum, Schlossberg
- Technisches Museum Maschinenfabrik Carlswerk
- Apothekenmuseum Harzgerode im Turm der evangelischen Kirche St. Marien[16]
- Bergwerksmuseum Grube Glasebach, Straßberg
- Mausefallen- und Kuriositätenmuseum, Güntersberge
- Alte Schule, Güntersberge

### Kirchen
- evangelische St.-Marien-Kirche (OT Harzgerode, Am Marktplatz)
- evangelische Kirche St. Petrus und Paulus (OT Neudorf, Hauptstraße)
- evangelische Petruskapelle Alexisbad (1815 nach Plänen von K. F. Schinkel als Teehäuschen erbaut).
- katholische Kirche St. Johannes Baptist (OT Harzgerode, Alexisbader Straße 6) von 1953 (gehört zur Pfarrei St. Elisabeth (Ballenstedt))

### Profanbauten
- historischer Stadtkern im Ortsteil Harzgerode
- Rathaus Harzgerode[17]
- Heilstätte Harzgerode, Baudenkmal im Bauhausstil[18]
- Gasthaus Wolfshof
- Waldhof, Rest einer früheren Metallhütte[19]

### Geschichtsdenkmale
- Schloss Harzgerode
- Burgruine Güntersburg beim Stadtteil Stadt Güntersberge
- in der Nähe des Stadtteils Mägdesprung die Burg Heinrichsberg sowie die Ruine der Burg Anhalt, Stammburg des Hauses Anhalt, im Selketal, die dem ganzen Land ihren Namen gab
- Gedenkstein von 1964 auf dem ehemaligen Jüdischen Friedhof zur Erinnerung an die jüdischen Opfer der Shoa
- Grabstätte auf dem Ortsfriedhof für den sozialdemokratischen Widerstandskämpfer August Wolf, der im örtlichen Gefängnis am 8. März 1945 ermordet wurde.[20] Sowohl eine für ihn errichtete Gedenkstätte als auch sein Gedenkstein wurden nach 1990 beseitigt.
- Gräberfelder für die im April 1945 gefallenen deutschen Soldaten auf dem Friedhof Harzgerode

## Kultur, Bildung und Vereine

### Bildungswesen

#### Von den Anfängen bis zur Mitte des 19. Jahrhunderts
1544 wird erstmals ein Schulmeister erwähnt, der anschließend als Pfarrer nach Güntersberge ging. Auch zwei seiner Nachfolger übernahmen Pfarrstellen. Diese Häufung von Theologen als Lehrer gab Anlass zu der Vermutung, in Harzgerode habe es damals eine Lateinschule gegeben. Um 1570 bestand das Schulpersonal aus dem Kantor und einem Schulmeister, beide besoldet von der Kirche, und einer Schulmeisterin, die ihren Unterhalt aus der Stadtkasse und durch Schulgeld bezog. Im ersten Jahrzehnt des 17. Jahrhunderts wurde ein vierklassiges Schulsystem etabliert, das rund zweieinhalb Jahrhunderte bestand. Die Jungen begannen als Schüler in der Elementarklasse, der die Kantorklasse folgte. Wer eine höhere Bildung anstrebte, konnte danach einige Jahre die Rektorklasse besuchen. Mädchen war die „Mägdleinklasse“ vorbehalten, geleitet von der „Mägdleinschulmeisterin“ mit Unterstützung einer Adjunktin. Für jede Klasse gab es ein eigenes Gebäude mit Lehrerwohnung und Gelass für Viehhaltung. Errichtet waren diese Häuser nach Auflassung des innerstädtischen Friedhofes östlich der St.-Marien-Kirche. Der Schulmeister verrichtete auch den Küsterdienst in der Kirche, dem Kantor oblag neben dem Unterricht die Ausbildung der Schüler für Gesangsauftritte bei kirchlichen Handlungen. Rektoren, Vorgesetzte des übrigen Lehrpersonals, waren zumeist junge Theologen. Bezahlung der Lehrer erfolgte hauptsächlich aus der Kirchenkasse, außerdem gab es für jeden Naturalien in Form von Brotgetreide und Brennholz. Schulgeldzahlung war in Harzgerode nicht üblich.
Harzgerode gehörte im Fürstentum Anhalt-Bernburg zu den wenigen Orten, in denen eine Kurrende bestand, der knapp ein Dutzend Schüler der Rektorklasse angehörte. Als stimmbegabte junge Leute durchzogen sie zweimal in der Woche singend die Stadt, traten regelmäßig als Chorsänger bei Gottesdiensten auf und erhielten eine Ausbildung als Schulmeister und Organisten. Am weitesten von ihnen brachte es der 1722 als Sohn eines Maurergesellen geborene Johann Philipp Sack, der in Berlin Lehrer an der Domschule wurde und sich einen Namen als Organist und Komponist machte. Nach Einrichtung eines Lehrerseminars in Bernburg 1841 endete die Lehrerausbildung in Harzgerode und damit auch die Existenz der Kurrende.

#### Von der zweiten Hälfte des 19. Jahrhunderts bis 1945
1842 wurde an die Stelle der kleineren Schulgebäude eine mehrklassige Schule in klassizistischem Stil gesetzt. Eine wachsende Schülerzahl und die seit Anfang des 19. Jahrhunderts endlich durchgesetzte allgemeine Schulpflicht zwang 1844 zur Einrichtung einer zweiten Elementarklasse und zur Einführung der Schulgeldzahlung. Bis zum Jahrhundertende erhielt die Schule einige Anbauten und nach dem Bau eines größeren Schulgebäudes am Weißen Garten 1906 gab es die Alte Schule und die Neue Schule, in denen sowohl die Volksschule als auch eine Mittelschule mit ihren zahlreichen Klassen Platz fanden.
Harzgerode blickt auf eine Vergangenheit als bedeutender Schulstandort im Altkreis Ballenstedt zurück. 1742 wurde erstmals eine jüdische Schule erwähnt, die bis weit in das 19. Jahrhundert bestand. Kurzlebige Bildungseinrichtungen waren eine 1823 eingerichtete Forstschule und eine 1854 eröffnete höhere Töchterschule unter Leitung eines jungen Theologen. Einige Jahrzehnte bildete der Stadtmusikus ab den 1830er Jahren Musikschüler aus. 1843 wurde eine Sonntagsschule für junge Handwerker und Bergburschen ins Leben gerufen, die sich über die 1894 gegründete öffentliche Gewerbliche Fortbildungsschule fortsetzte. Daneben bestand ab 1907 eine kaufmännische Fachschule. Beide zusammen firmierten seit 1932 als Gewerbliche Berufsschule. Der betriebliche Nachwuchs der Silberhütte war bis zum ersten Jahrzehnt des 20. Jahrhunderts in einer eigenen Berg- und Hüttenschule qualifiziert worden. Einer Petition werktätiger Mütter hatte man 1901 mit Einrichtung der Friederikenschule in der Bergstadt als „Kleinkinderbewahranstalt“ entsprochen. Geeignet für die Aufnahme von maximal 80 Kindern bestand sie als eine Frühform des Kindergartens bis 1923. Ab 1927 hatte es eine zweiklassige „Landwirtschaftliche Schule für den Ostharz“ gegeben, die Mitte der 30er Jahre nach Ballenstedt verlegt wurde.
Die Ortsteile Mägdesprung und Silberhütte besaßen wie Mägdesprung schon seit 1785 eigene ein- bis zweiklassige Schulen.

#### 1945 bis 1990
Nach Wiederaufnahme des Schulbetriebs unter erschwerten Bedingungen erst im Oktober 1945 bestand neben der Grundschule für kurze Zeit eine Oberschule im Aufbau. Alexisbad verfügte von 1947 bis 1950 über eine Behelfsschule. 1951 erfolgte in Harzgerode die Teilung in eine Grundschule und eine Zentralschule, die auch ältere Schüler aus den Ortsteilen und benachbarten Dörfern aufnahm. 1955 wieder zusammengelegt, zählte die Schule wie schon um 1900 rund 670 Schüler. 1954 wurde eine Hilfsschulklasse eingerichtet. Regen Zuspruchs erfreute sich die 1948 eröffnete Außenstelle der Kreisvolkshochschule. Mit mehreren Klassen startete 1945 die städtische Berufsschule, ab 1952 offiziell als „Allgemeine Berufsschule Harzgerode“ bezeichnet. 1972 wurde sie aufgelöst.
1959 erfolgte die Umgestaltung der Grundschule zur zehnklassigen Polytechnischen Oberschule (POS). Die Schüler der Ortsteile Mägdesprung und Silberhütte, zunächst noch in Heimatschulen vom ersten bis zum vierten Schuljahr betreut, besuchten ab Mitte der 60er Jahre alle die POS in Harzgerode. 1988 wurde die Harzgeröder POS als größte Schule des Kreises Quedlinburg geteilt. Am Neudorfer Weg konnte ein neu gebauter Schulkomplex übergeben werden. Dieser wie auch die Schule am Weißen Garten waren nun Standorte zwei selbständiger POS.
1950 hatte die Heilstätte Harzgerode (Fachkinderkrankenhaus für Lungen- und Bronchialerkrankungen) eine Sonderschuleinrichtung erhalten, die 1986 mit einem für 120 Schüler ausgelegten Schulgebäude komplettiert wurde.
Als betriebliche Bildungseinrichtung spielte die ab Ende der 50er Jahre bestehende Betriebsakademie der VEB Druckguss- und Kolbenwerke eine wichtige Rolle für die Qualifizierung betriebseigener Kader.
Ab 1972 führte die Akademie für sozialistische Wirtschaftsführung (ASW) in Harzgerode erste Lehrgänge durch. 1977 begann der Bau eines eigenen Schulungsobjektes für den Dauerbetrieb an der Alexisbader Straße.

#### Gegenwärtige Schulsituation
Nach der Neuorganisation des Schulwesens ab 1991 bestanden in Harzgerode eine Grundschule im Gebäude am Weißen Garten (ehemals Neue Schule), ein Gymnasium im Schulkomplex am Neudorfer Weg und eine Sekundarschule, die Räume in einem Gebäude am Schlossberg (frühere Berufsschule) und in der Schule am Neudorfer Weg erhielt. Hier konnte sie ab Ende 1992 auch einen zweietagigen Containerbau beziehen. Die zunächst weiterbestehende Sonderschule im Fachkinderkrankenhaus für Lungen- und Bronchialerkrankungen beendete ihre Existenz mit Schließung der Heilstätte.
Von 1992 bis zu seiner Verlegung 1997 nach Quedlinburg bot das Institut für berufliche Bildung Silberhütte (IBB) Lehrgänge für Arbeitslose an, die ihnen bessere Vermittlungschancen auf dem Arbeitsmarkt geben sollten.
Die seit 1990 stark gesunkene Geburtenzahl führte 2005 zur Schließung des Gymnasiums und bedingte 2014 die Umwandlung der Sekundarschule in eine Gemeinschafts- und Sekundarschule, um ihr Weiterbestehen zu sichern. Ihr steht seit 2005 der gesamte Schulkomplex am Neudorfer Weg zur Verfügung.

### Sport

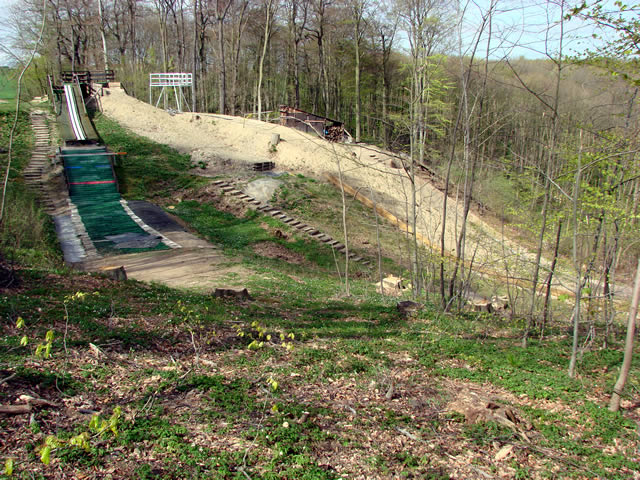
Schanzenanlage Harzgerode

Der Wintersportverein (WSV Harzgerode) ist der größte Verein der Stadt und unterteilt sich in mehrere Abteilungen. Er unterhält auch eine Schanzenanlage. Der traditionsreiche Sprungschanzenkomplex wird derzeit modernisiert. Es können bereits wieder zwei Mattenschanzen (K 5 und K 16) sowie eine Winterschanze (K 12) genutzt werden. Die K-16-Schanze wurde am 26. April 2008 im Rahmen eines Weihesprunglaufes eingeweiht und nach dem Harzgeröder Sportlehrer und Skisprung-Trainer Ernst Bremmel benannt.
Neben dem WSV gibt es auch den SV Concordia 08 Harzgerode, der die Abteilungen Fußball und Floorball (Unihockey) vereint. Der Verein wurde 1908 gegründet und gehört im Fußball zu einem der erfolgreicheren im Harz. Auch in der Abteilung Unihockey ist der Verein bereits in Erscheinung getreten: 2009 wurde er Deutscher Meister in der U13 und U15.

### Klippenlauf
In jedem Jahr findet am ersten Sonntag im Juni der traditionsreiche Harzgeröder Klippenlauf statt. Neben dem 15-km-Hauptlauf stehen noch eine 5-km-Strecke und eine 2,5-km-Strecke zur Wahl. Auch ein Schnupperlauf (1 km) für junge Läufer sowie eine Wander-/Nordic-Walking-Route werden angeboten. Anspruchsvolle Strecken, eine gute Organisation und ein buntes Rahmenprogramm lassen die Teilnehmerzahlen stetig wachsen und locken Läufer/-innen aus ganz Deutschland in die Kleinstadt im Unterharz.

### Kultur- und Heimatbund (OT Harzgerode)
Dieser 1990 gegründete Verein organisiert in enger Zusammenarbeit mit dem Kulturausschuss der Stadt jährlich mehrere Ausstellungen im Schloss mit Podiumsdiskussionen.

## Wirtschaft und Infrastruktur

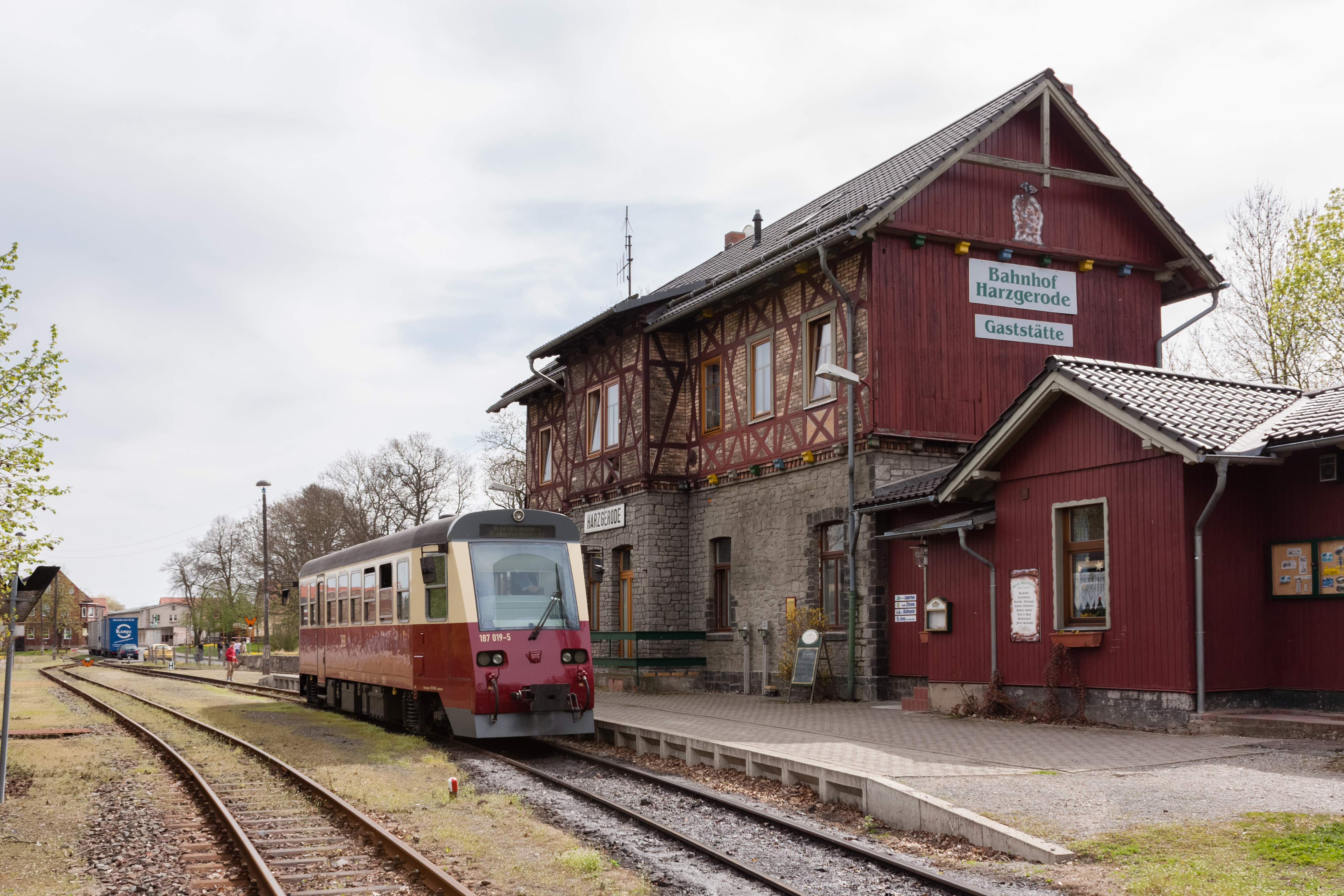
Bahnhof Harzgerode, Endpunkt einer Strecke der Selketalbahn

Die Stadt hat sich zu einem wichtigen Industrie- und Gewerbestandort entwickelt. Neben Unternehmen mit internationaler Bedeutung wie der Trimet Aluminium (Zulieferer der Autoindustrie, Herstellung von Druckgußteilen), der Pyrotechnik Silberhütte, einem Betrieb der Rheinmetall AG, Synova und der Swisspor haben sich viele kleinere Unternehmen und Gewerbebetriebe hauptsächlich im Industriegebiet Harzgerode Ost und im Gewerbegebiet Augustenhöhe, aber auch in den Ortsteilen Dankerode, Neudorf, Königerode, Straßberg und Güntersberge angesiedelt.
In den Industrie- und Gewerbegebieten in Harzgerode dominieren Betriebe des traditionellen Metallsektors mit dem Gießereiwesen. Ein überregionales Netzwerk wird dabei durch das Creativitäts-und-Competenz-Centrum Harzgerode (CCC), ein Technologie- und Gründerzentrum des Landes Sachsen-Anhalt, verwirklicht. Betreiber des CCC ist die Gesellschaft für Wirtschaftsförderung und Innovation mbH. Herzstück ist eine automatisierte Druckgusszelle sowie hochwertige Laboreinrichtungen für die Analyse und Bewertung von Bauteilen, Formen und Werkstoffen.

### Verkehr
Die Stadt ist über das Streckennetz der Harzer Schmalspurbahnen sowohl von Quedlinburg über Gernrode als auch von Eisfelder Talmühle über Stiege durch die Selketalbahn zu erreichen.
Der öffentliche Personennahverkehr wird unter anderem durch den TaktBus des Bahn-Bus-Landesnetz Sachsen-Anhalt erbracht. Folgende Verbindung führt ab Harzgerode:
- Linie 460: Harzgerode ↔ Königerode ↔ Wippra ↔ Grillenberg ↔ Gonna ↔ Sangerhausen

Vor dem Bahnhof Harzgerode befindet sich ein kleiner Busbahnhof als Umsteigepunkt zwischen den Linien der Harzer Verkehrsbetriebe und der Verkehrsgesellschaft Südharz.
Durch Harzgerode führt die Bundesstraße 242, die eine wichtige West-Ost-Strecke durch den Harz ist.

## Persönlichkeiten

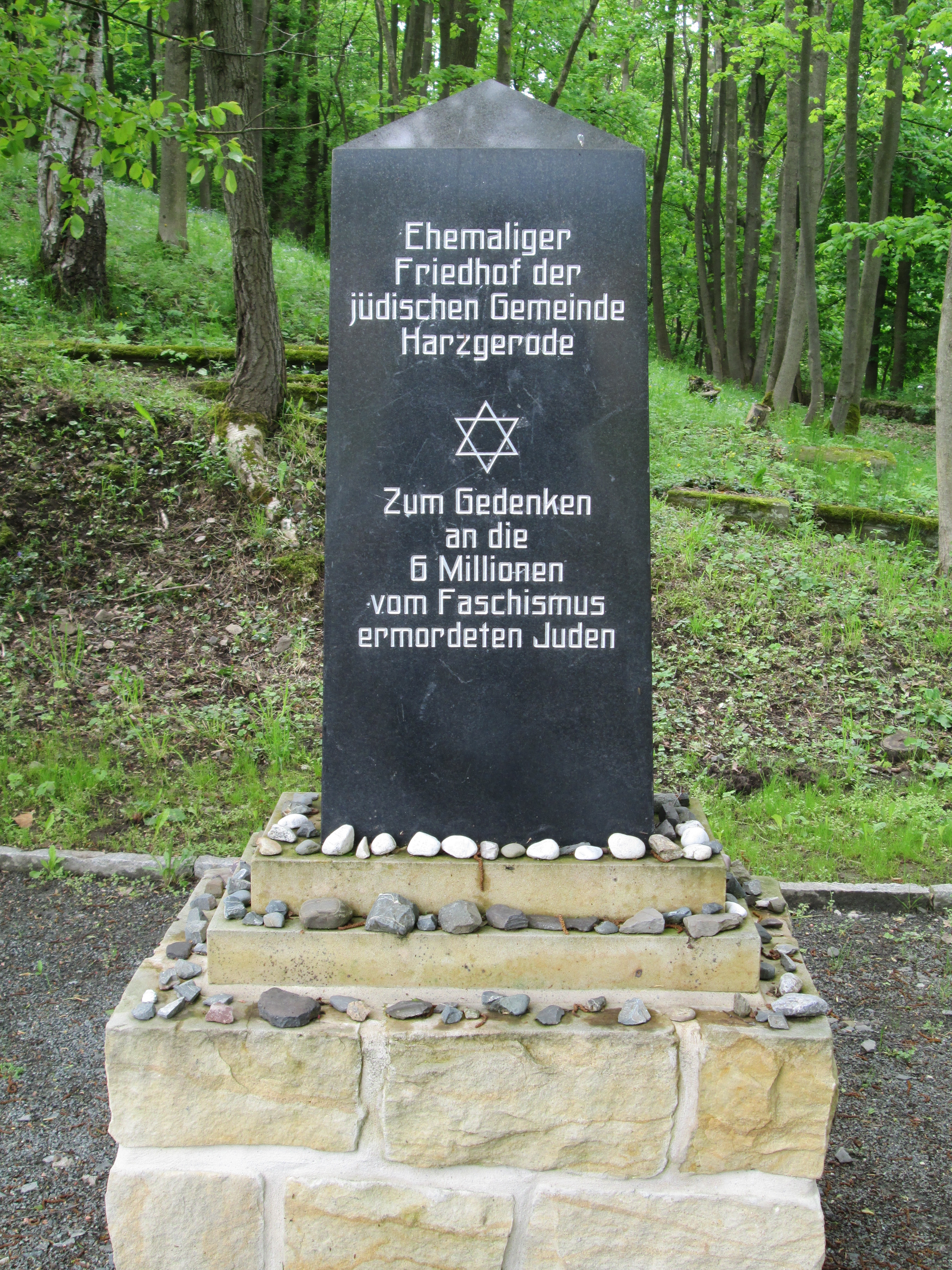
Gedenkstein des jüdischen Friedhofes in Harzgerode